# Gaspé
Gaspé ist eine Stadt im Südosten der kanadischen Provinz Québec. Sie liegt am nordöstlichen Ende der Halbinsel Gaspésie am Sankt-Lorenz-Golf und ist Hauptort der Verwaltungsregion Gaspésie–Îles-de-la-Madeleine.

## Etymologie
Die am weitesten verbreitete Annahme ist, dass der Begriff Gaspé vom Mi'kmaq-Wort Gespeg abgeleitet ist, was Landesende bedeutet. Es gibt jedoch auch Theorien, die besagen, dass es sich um eine Verballhornung des baskischen Wortes geizpe oder kerizpe handelt, was so viel wie Schutz oder Zuflucht bedeutet. Eine weitere Theorie geht davon aus, dass die Stadt nach dem portugiesischen Forscher Gaspar Corte-Real benannt wurde, der Labrador 1500 erkundete.
1600 gebrauchte der Engländer Richard Hakluyt die Schreibweise Gaspay in seiner Übersetzung der „Cosmosgraphie“ von Jean Alfonse. Andere Schreibweisen sind Gachepé, Gachepay, Gaschepay, Gaspey, Gaspèche und Gapèche.

## Geschichte
Die Region wurde ursprünglich von den Mi’kmaq bewohnt.
Die Stadt wurde 1534 von dem französischen Entdecker Jacques Cartier gegründet, der Neufrankreich für den König François I von Frankreich etablierte. Seit 1765 wurden dort britische Soldaten angesiedelt, seit 1784 aus den Vereinigten Staaten emigrierte britische Loyalisten. Seit 1911 ist Gaspé an die Eisenbahn angeschlossen. 1927 kam hier der französische Flugpionier Jacques de Lesseps bei einem Absturz ums Leben.
In der Stadt wird die französische Sprache zu fast 100 % gesprochen, dennoch verfügen die meisten Einwohner über sehr gute Englischkenntnisse.

## Demografie
Der Zensus im Jahr 2011 ergab für die Gemeinde eine Bevölkerungszahl von 15.163 Einwohnern. Die Bevölkerung hat dabei im Vergleich zum letzten Zensus im Jahr 2006 um 2,2 % zugenommen.

## Wirtschaft
Lange Zeit blieb Gaspé ein Fischerort, der durch seinen Stockfischexport nach Europa bekannt war, später entwickelt er sich zum Hafen für den Export von Holzschliff für die Papierindustrie und Kupfererz. Heute ist er mitsamt dem Umland vor allem ein Tourismusgebiet. Auch die Krabbenfischerei ist ein bedeutender Wirtschaftszweig.

## Sehenswürdigkeiten
- Le berceau du Canada, die Wiege Kanadas, ein Ensemble historischer Gebäude
- Musée de la Gaspésie, Kulturgeschichtliches Museum (mit Geschichte der Fischerei)
- Ausstellungszentrum der Mi’kmaq-Kultur
- Christ-König-Kathedrale, ein moderner Holzbau

Der Forillon-Nationalpark, der älteste Nationalpark der kanadischen Provinz Québec, liegt im Gemeindegebiet von Gaspé. Der Nationalpark und der damit einhergehende Tourismus sind ein zentraler Pfeiler der lokalen Ökonomie.

## Söhne und Töchter der Stadt
- Suzanne Côté (* 1958), Juristin
- Pascal Trépanier (* 1973), Eishockeyspieler
- Yanick Dubé (* 1974), Eishockeyspieler
- Jean-Philippe Morin (* 1980), Eishockeyspieler
- Cédric Paquette (* 1993), Eishockeyspieler
- Pier-André Coté (* 1997), Radrennfahrer

## Partnerstädte
- Puerto Montt, Chile (2005)
- Saint-Malo, Frankreich (2009)